# ألبرت بيرس تايلور
ألبرت بيرس تايلور (بالإنجليزية: Albert Pierce Taylor) هو أمين الأرشيف ومؤرخ أمريكي، ولد في 18 ديسمبر 1872 في سانت لويس في الولايات المتحدة، وتوفي في 12 يناير 1931 في هونولولو في الولايات المتحدة.